# Muzala Samukonga
Muzala Samukonga (født 9. december 2002), er en zambisk atlet , der konkurrerer i kortdistanceløb.

## Karriere
Samukonga tog guld på 400 meter ved de afrikanske mesterskaber i 2022. Samme år tog han guld over samme distance ved Commonwealth Games.
Samukonga, som var flagbærer for Zambia ved sommer-OL 2024, vandt bronzemedaljen i 400 meter løb for herrer.